# Дурнєво (Курчатовський район)
Дурнєво (рос. Дурнево) — присілок в Курчатовському районі Курської області Російської Федерації.
Населення становить 44 особи. Входить до складу муніципального утворення Костельцевська сільрада.

## Історія
Населений пункт розташований на території українського етнічного та культурного краю Східна Слобожанщина.
Від 2004 року входить до складу муніципального утворення Костельцевська сільрада.

## Населення
| 2002 | 2010 |
| ---- | ---- |
| 53   | ↘44  |